# Обсерваторія Фабра
41°25′06″ пн. ш. 2°07′27″ сх. д. / 41.418333333333° пн. ш. 2.1241666666667° сх. д.
Обсерваторія Фабра (ісп. Observatorio Fabra) — астрономічна обсерваторія, розташована на північному заході Барселони, Каталонія.

## Історія
Обсерваторія знаходиться на висоті 415 метрів над рівнем моря.
Відкриття обсерваторії відбулося 1904 року. Засновником та першим директором обсерваторії, протягом понад тридцяти років, був іспанський астроном Хосе Комас Сола. В даний час обсерваторія входить до складу Королівської академії наук та мистецтв у Барселоні. Головна діяльність спрямована на дослідження астероїдів та комет.
У списку найстаріших обсерваторій, що досі діють, обсерваторія Фабра займає четверте місце.

## Світлини

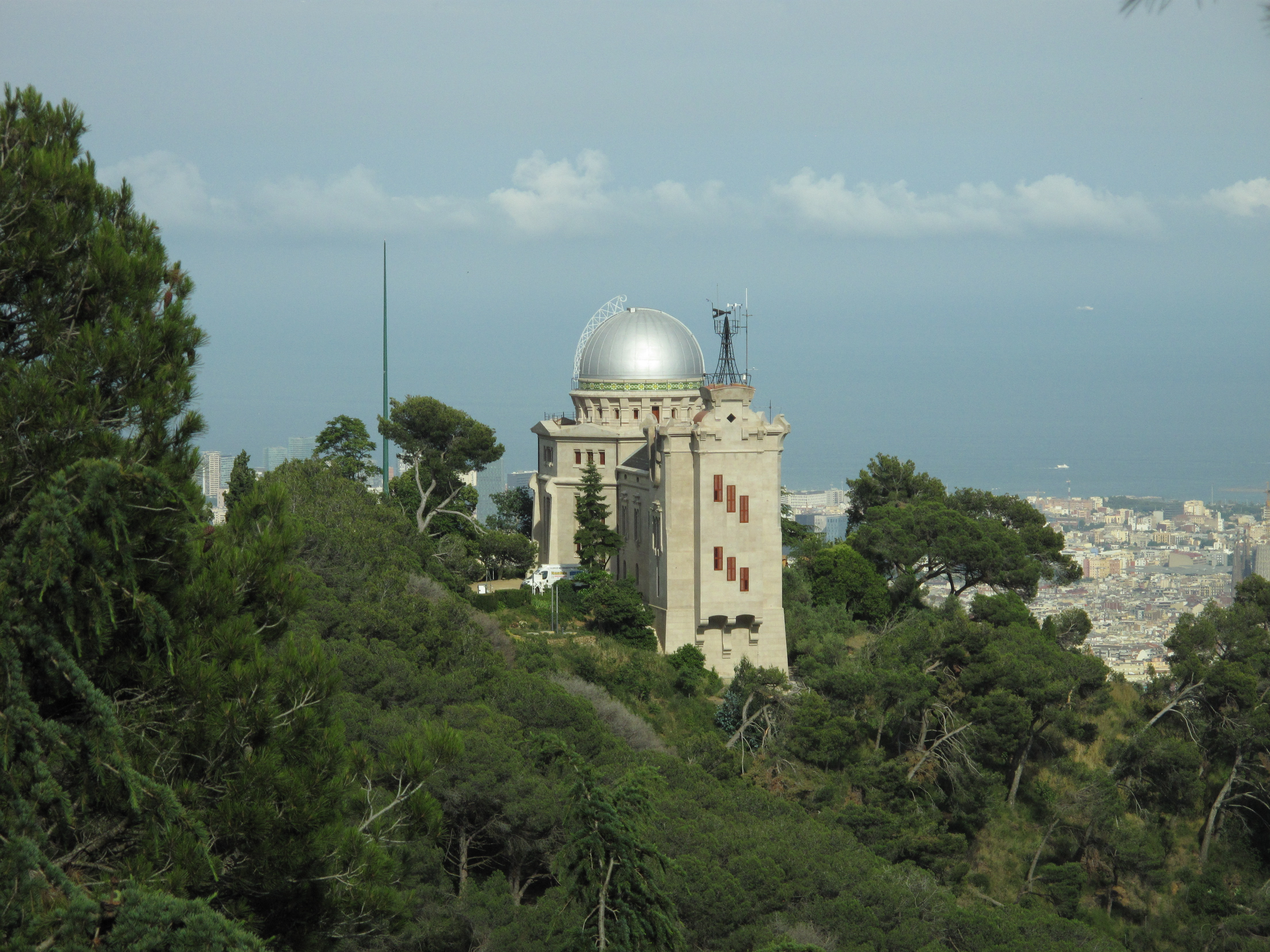
Вигляд збоку
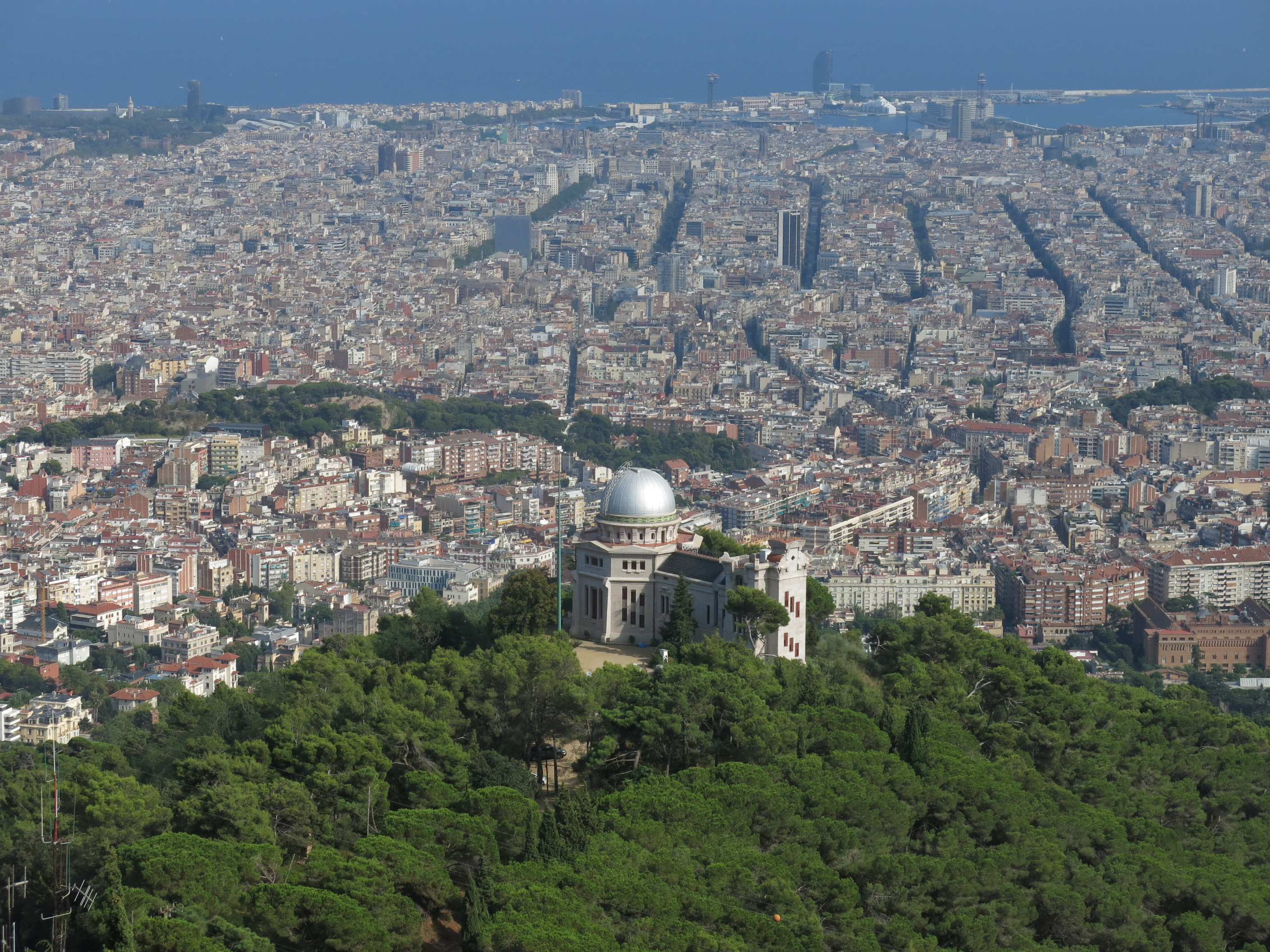
Обсерваторія на фоні міста
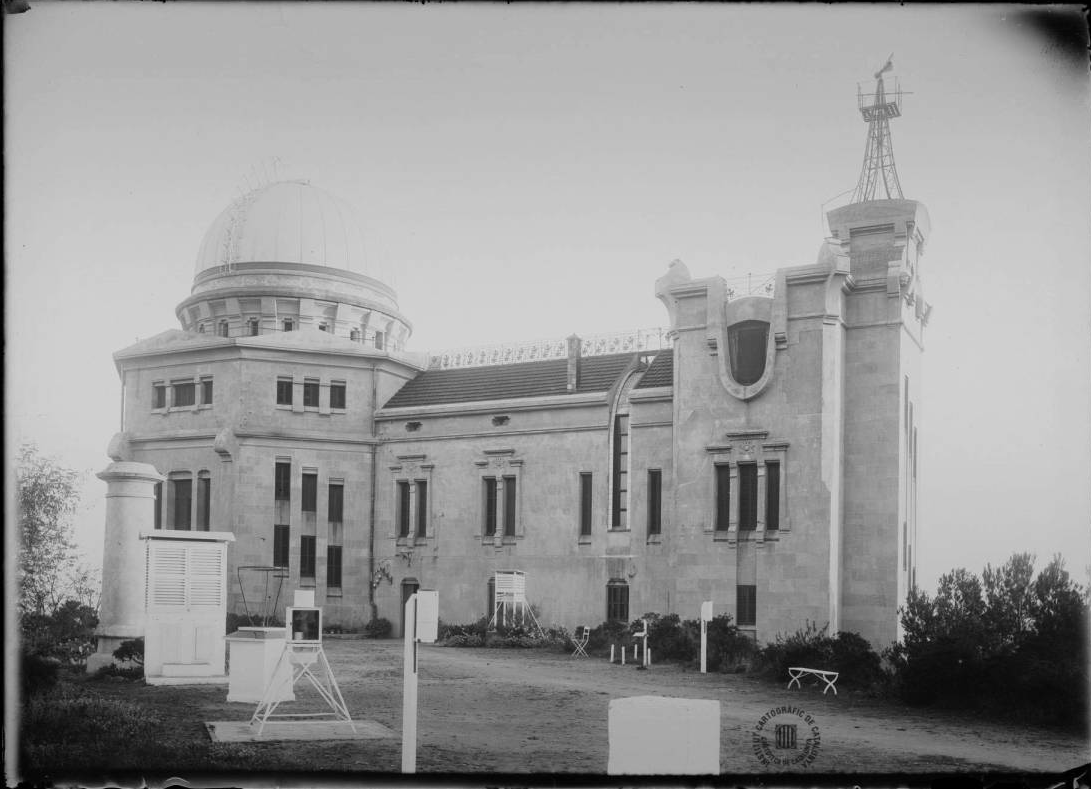
Обсерваторія, 1920 рік
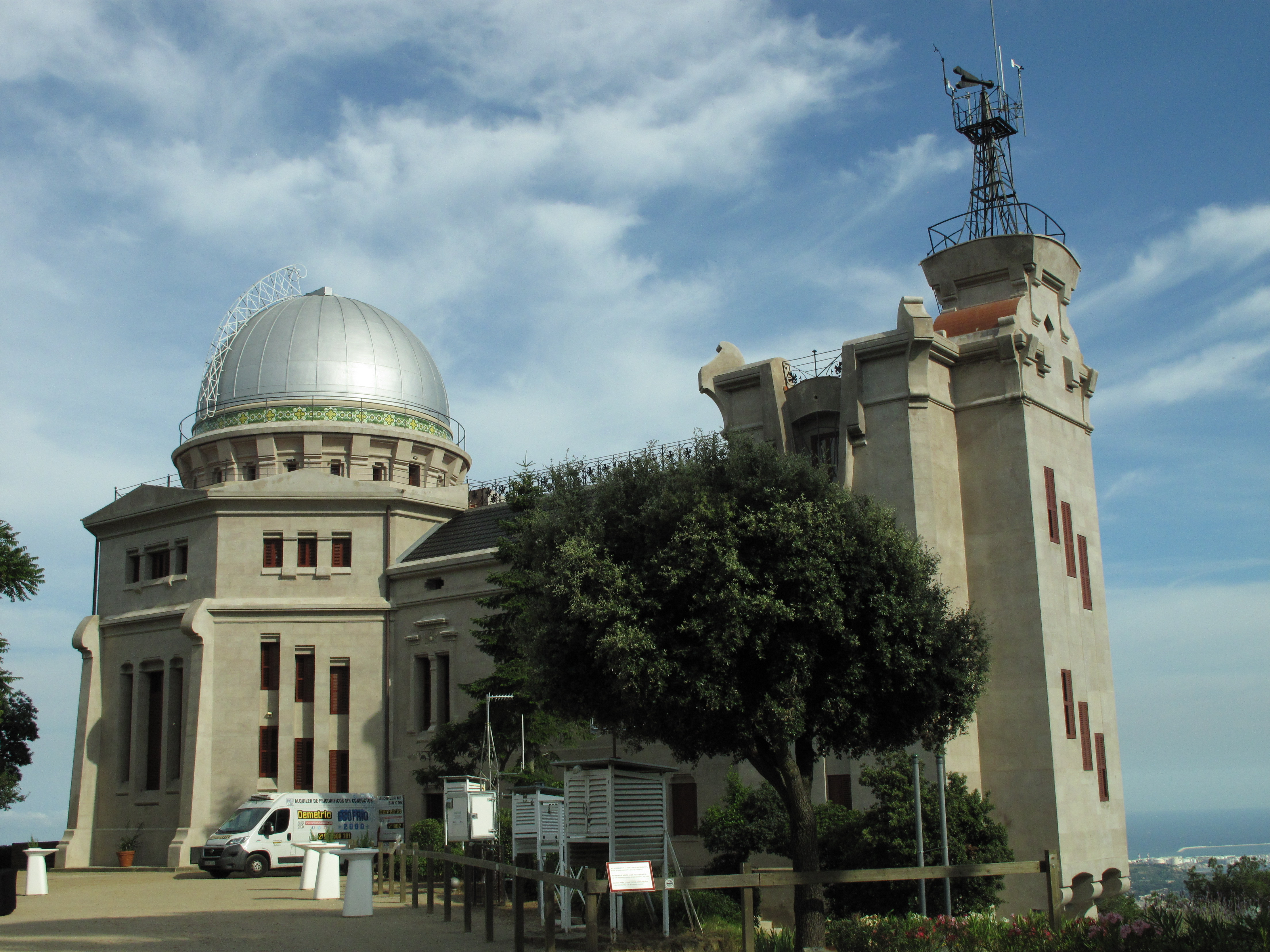
Сучасний вигляд обсерваторії